# Pluralizmus
A pluralizmus fő jelentése: többféleség; többféle érték vagy nézet létezése egyidejűleg.

## Etimológia
A nemzetközileg használt kifejezés a latin pluralis (= ‘többes’) szóból ered. Tágabb értelemben arra utal, hogy valamiből sokféle, több van egyszerre.

## Rövid definíciói
A pluralizmus rövid definíciói:
1. Politikai sokszínűség, többpártrendszer.
2. Szegmentált pluralizmus: olyan többpártrendszer, amelyben a pártok önálló szubkultúrákként léteznek egymás mellett
3. Azonos funkciót ellátó intézmények közötti választás lehetősége.
4. Eltérő vélemények létjogosultságát megengedő irányzat.

## A politikában
A politikában olyan feltételrendszer, amely lehetővé teszi, hogy a hatalomból a társadalmi csoportok széles köre részesüljön. A demokratikus politikai rendszer egyik alapértéke és tulajdonsága. Több különböző politikai törekvés egyszerre létezésének lehetősége és természetessége, mely az érdekek, értékrendek, nézetek, ideológiák, pártok és intézmények egymással versengő sokféleségét jelenti. A pluralizmus a társadalom természetes tagoltságát és a politikai hatalom ennek megfelelő megosztását fejezi ki, vagyis azt az állapotot, amelyben a hatalomnak és a befolyásnak számos alapja és forrása van. A fogalom történelmileg az abszolút hatalmat és az állami szuverenitást támadó század eleji elméletekre – például Harold Laski munkáira – nyúlik vissza, valamint Robert Dahl és Charles Lindblom elméleti kutatásaira.

## A filozófiában
A filozófiában az idealizmus egyik válfaja, amely szerint a világ nem magyarázható egyetlen elvből, mert sok, egymástól független szellemi szubsztanciából áll, amelyek között vagy nincs belső összefüggés, vagy ha van, az isteni révén keletkezett. Klasszikus képviselője Leibniz filozófiája.